# Place du Tertre
Pour les articles homonymes, voir Tertre.
La place du Tertre est située sur la butte Montmartre, dans le quartier de Clignancourt du 18e arrondissement de Paris, en France, à 130 m d'altitude. Place principale de l’ancien village de Montmartre et célèbre dans le monde entier pour ses artistes peintres et ses terrasses, de nombreux artistes y dressent leurs chevalets chaque jour pour les touristes. Elle est un des lieux de Paris les plus visités.

## Situation et accès
Elle correspond au centre de l'ancien village de Montmartre, à quelques mètres de la basilique du Sacré-Cœur et de l'église Saint-Pierre de Montmartre.
Avec ses nombreux artistes dressant leurs chevalets chaque jour pour les touristes, la place du Tertre est un rappel de l'époque où Montmartre était le lieu de l'art moderne : à la fin du XIXe siècle et au début du XXe siècle, de nombreux peintres comme Toulouse-Lautrec, Poulbot Picasso, Modigliani et Utrillo y vivaient. Elle est un des lieux de Paris les plus visités par les touristes.
On y trouve la première mairie de Montmartre, installée en 1790 au domicile du premier maire, Félix Desportes, et le restaurant À la Mère Catherine, fondé en 1793.
Elle jouit d'une grande renommée, en France comme à l'étranger : à Liège (en Belgique) par exemple, chaque été depuis 2005, une place pittoresque du vieux quartier d'Outremeuse accueille autour du 15 août artistes, artisans, musiciens et dessinateurs dans le cadre d'une fête dénommée « Place du Tertre ».
Ce site est desservi par la ligne 12 à la station de métro Abbesses et par la ligne 2 à la station Anvers, ainsi que par la ligne de bus 40, la seule à circuler sur la butte Montmartre.

## Origine du nom
Elle est ainsi nommée en raison de sa situation sur les hauteurs de Montmartre. Son nom pourrait également provenir de la famille Dutertre dont un membre Guillaume Dutertre avait été engagé en 1503 par l'abbesse de Montmartre, Marie Cornu, comme receveur des biens de l'abbaye.

## Historique

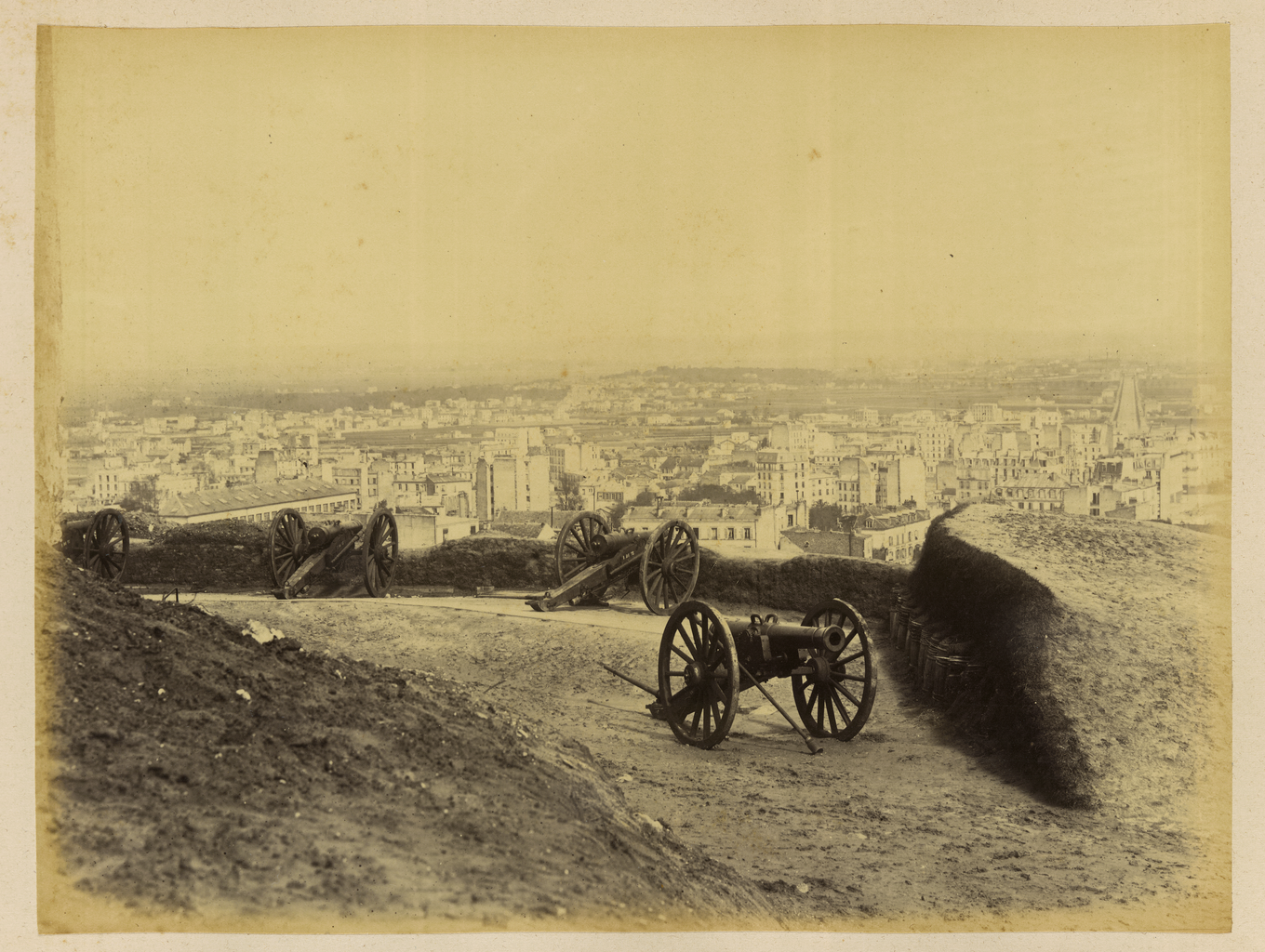
Les canons de Montmartre.

Cette place est formée, avec la rue Saint-Éleuthère, sur une partie de l'enclos cédée en 1635 par les religieuses de l'abbaye de Montmartre. À cette date, l'abbaye était située au sommet de la butte avant son transfert en 1686 en contrebas à un emplacement à l'est de la place des Abbesses et autour de l'actuelle rue Yvonne-Le-Tac. La place était plantée d'arbres auxquels il était interdit de causer dommage sous peine d'une amende de trente livres à payer aux religieuses de l'Abbaye. Elle est tracée sur le plan de Jouvin de Rochefort de 1672.
Les fourches patibulaires des abbesses de Montmartre s'y dressaient.
La place était le centre de l'ancienne commune de Montmartre existant à partir de 1790 jusqu'à son rattachement à la Ville de Paris en 1860.
À la fin du siège de Paris, les Gardes nationaux y entreposèrent une partie des 171 canons qui étaient stockés sur la butte. Le 18 mars 1871, le général Lecomte tenta de les enlever, ce qui provoqua une émeute qui sera à l'origine de la Commune de Paris de 1871.
Le 24 décembre 1898, une voiture à pétrole pilotée par Louis Renault, son constructeur, atteignit la place du Tertre, marquant ainsi le départ de l’industrie de l’automobile française.

La place du Tertre en 1900
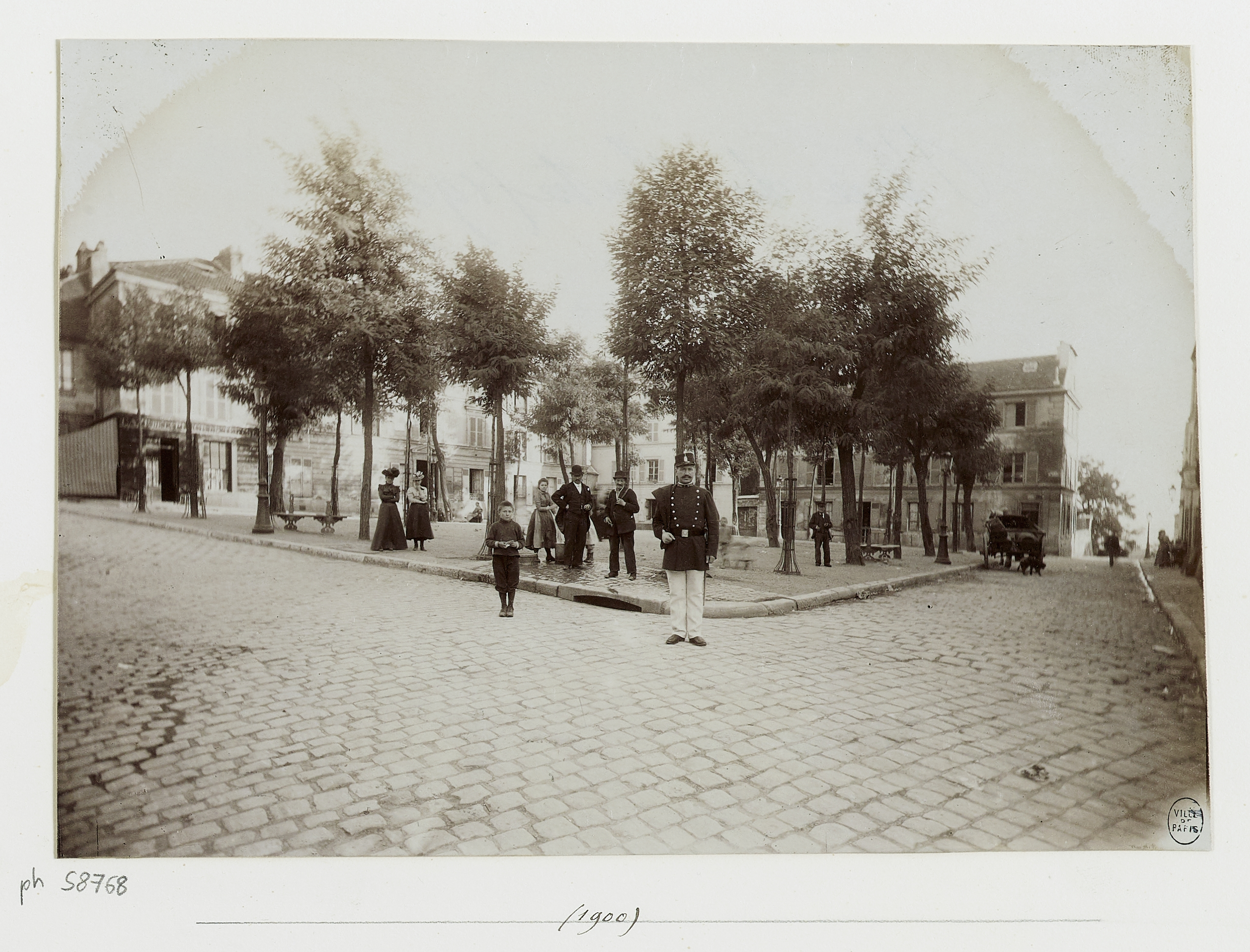
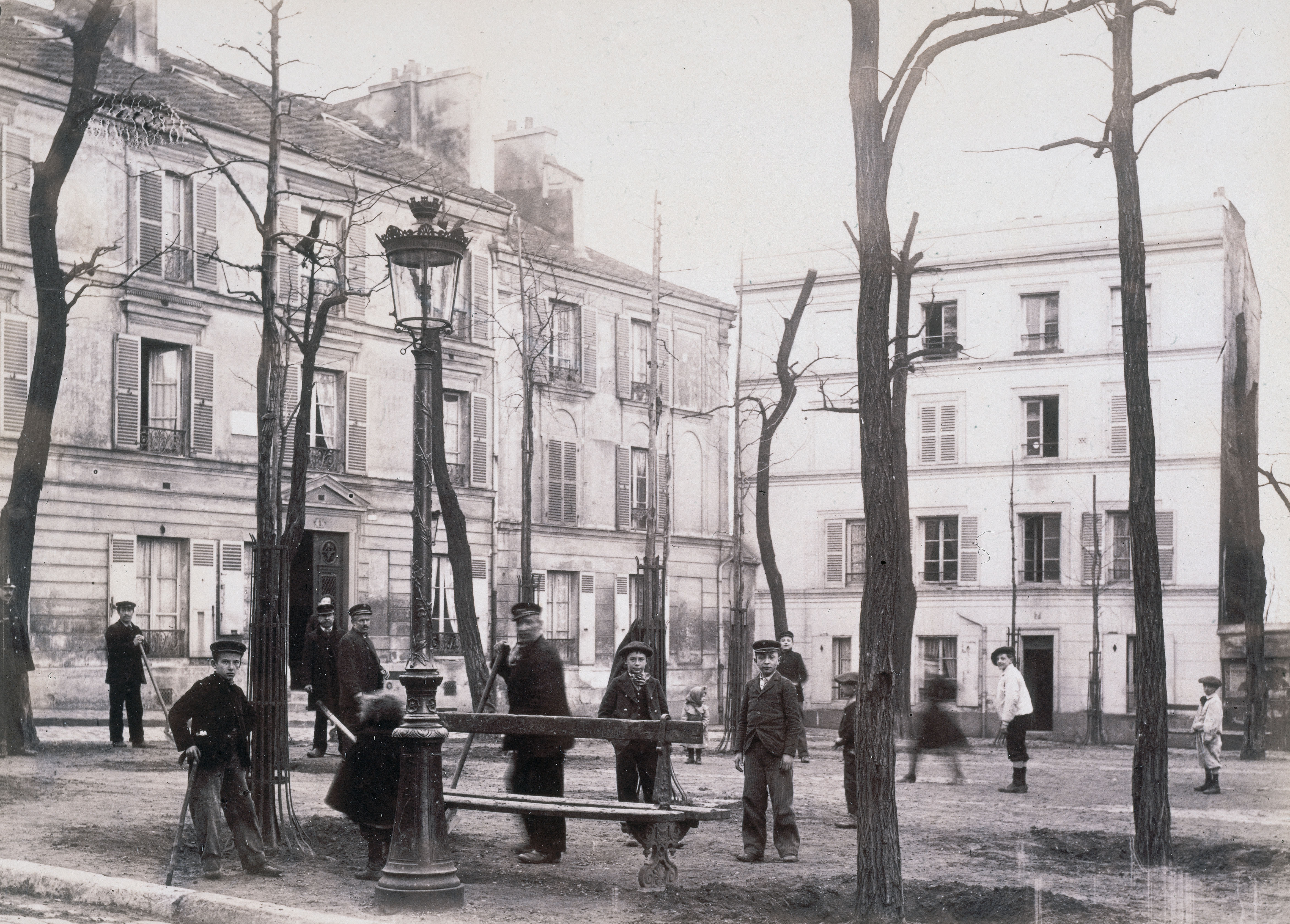

### Polémiques récurrentes
La place a régulièrement été le théâtre de batailles juridiques entre les associations de défense des artistes et les pouvoirs publics. Dans les années 1990, le collectif Association pour la défense des droits des artistes peintres de la place du Tertre était opposée à un acte de règlementation de l'espace public édicté par la mairie de Paris qui divisait la place en 140 emplacements de 1 m2 réservés aux peintres, aux portraitistes et aux silhouettistes qui, pour obtenir l'autorisation d'y exercer leur profession, devaient s'acquitter d'une redevance forfaitaire annuelle. 
L'affaire, portée devant le Conseil d'État, a été réglée par l’arrêt du 11 février 1998 (« Ville de Paris c. Association pour la défense des droits des artistes peintres ») : les juges du Palais-Royal ont cassé les arrêts des juridictions de fond et d'appel en donnant finalement raison à la mairie de Paris,.
De plus, depuis les années 1980, l'espace réservé aux artistes a diminué de manière drastique au profit des terrasses de restaurants et des cafetiers, créant des conflits récurrents,. Bien que la mairie de Paris ait décidé en 1983 de créer un « carré des artistes » afin de créer une situation équitable, les huit restaurateurs présents sur la place ne cessent de grignoter l'espace disponible et disposent aujourd'hui, en 2018, de 80 % de cet espace, le sentiment général étant que la mairie privilégie les restaurateurs.

## Galerie

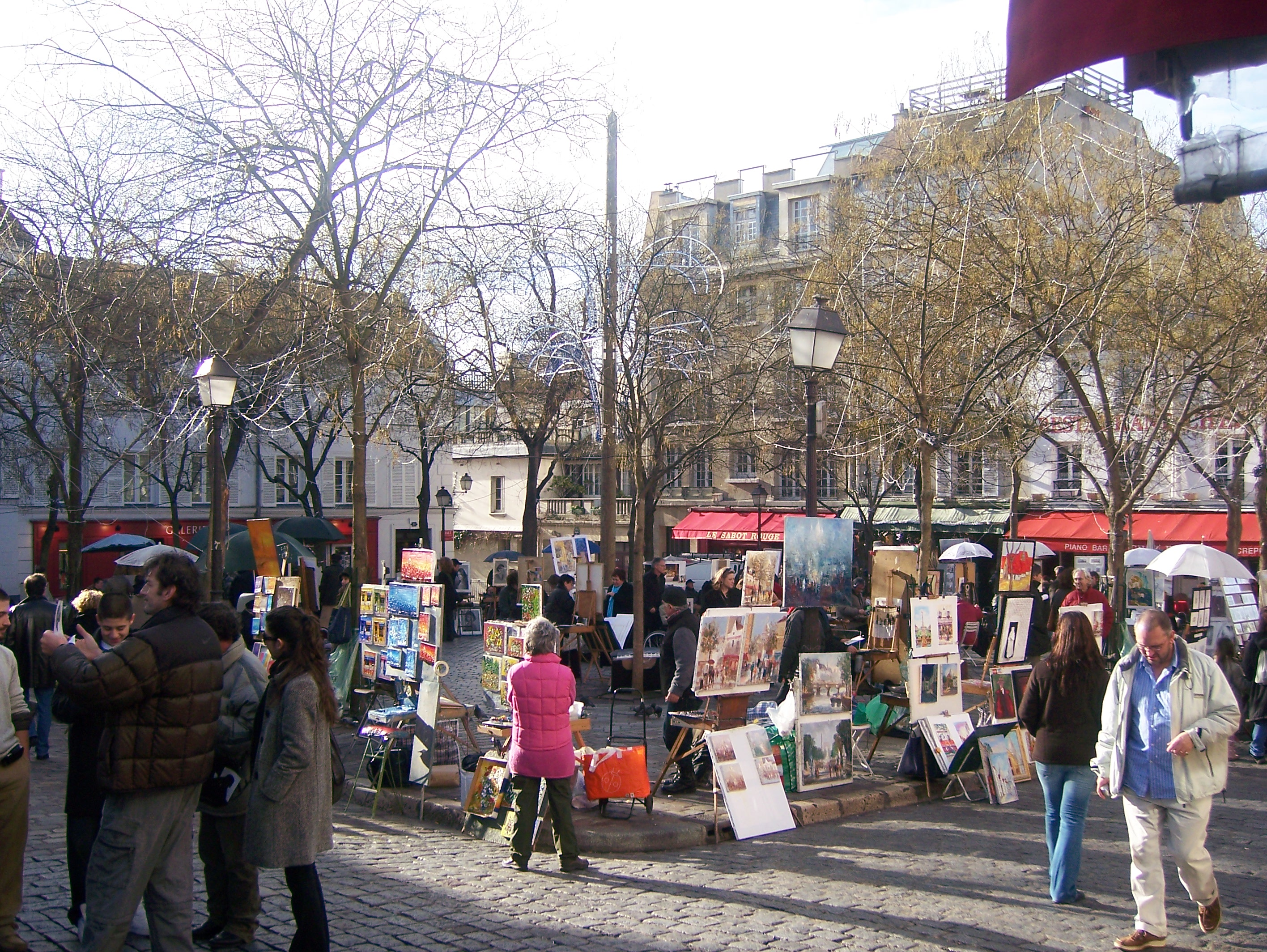
La place du Tertre le jour...
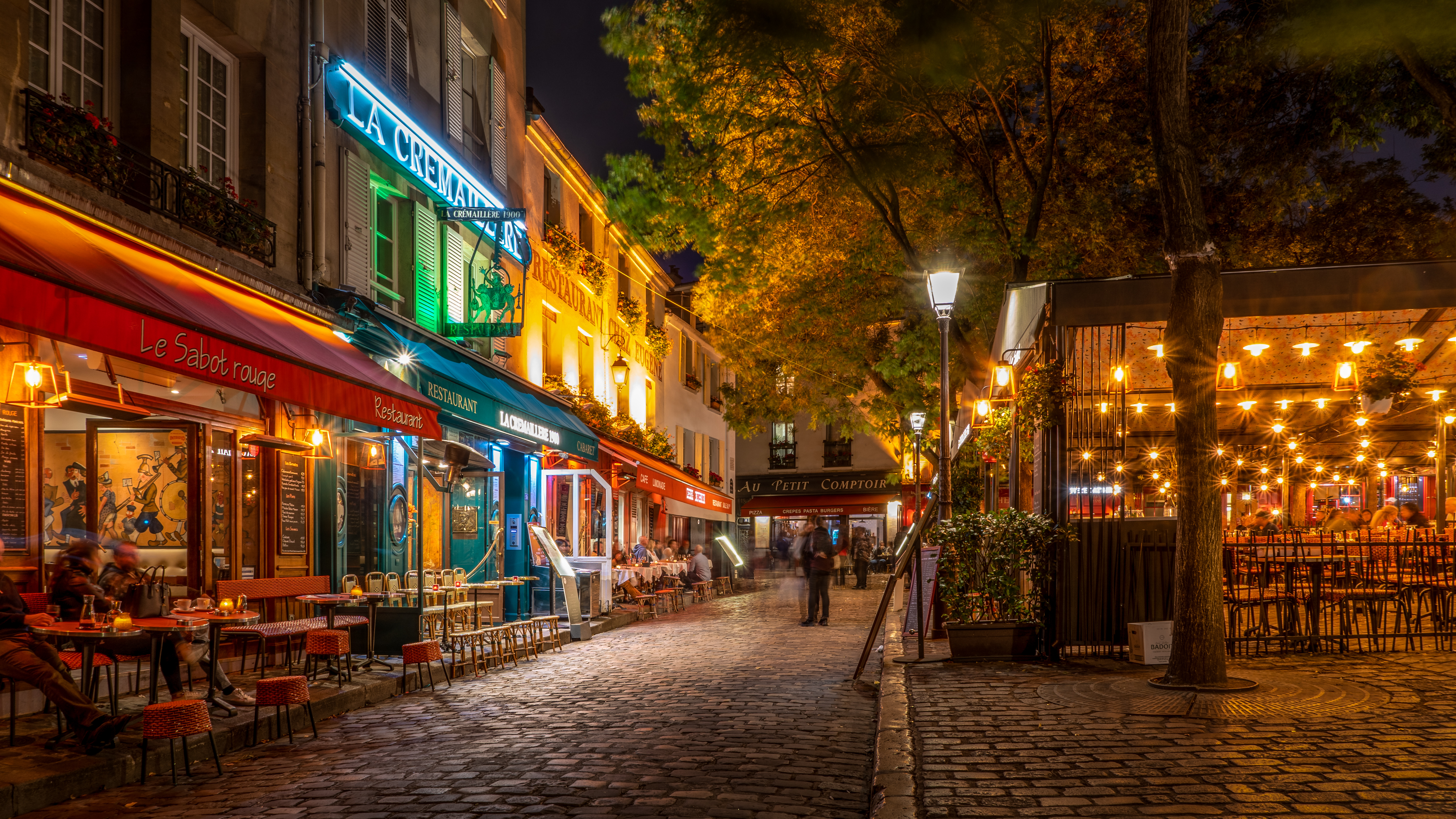
... et la nuit.
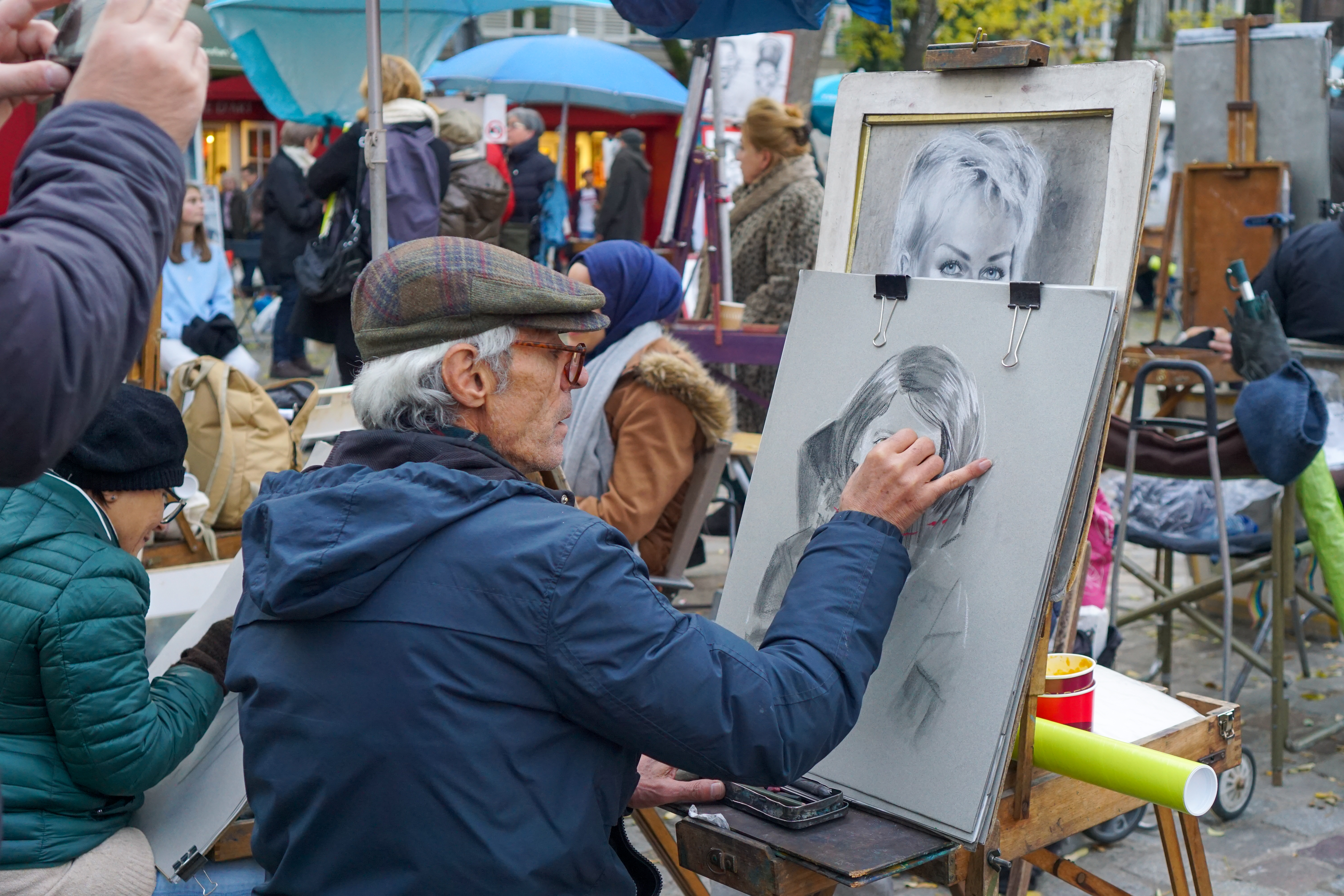
Un artiste à l'œuvre.

## Bâtiments remarquables et lieux de mémoire

Plan de la place.

- Angle de la rue du Mont-Cenis : hôtel Bouscarat.
- No 3 : ancienne mairie de Montmartre.
- No 6 : restaurant À la Mère Catherine, fondé en 1793.
- No 7 : maison du sculpteur Maurice Douard (plaque).
- No 15 : sur cet emplacement était situé le télégraphe qui fut expérimenté en 1822.
- No 21 : plaque commémorant que « pour la première fois le 24 décembre 1898, une voiture à pétrole pilotée par Louis Renault, son constructeur, atteignit la place du Tertre, marquant ainsi le départ de l’industrie de l’automobile française ».

Plaques commémoratives
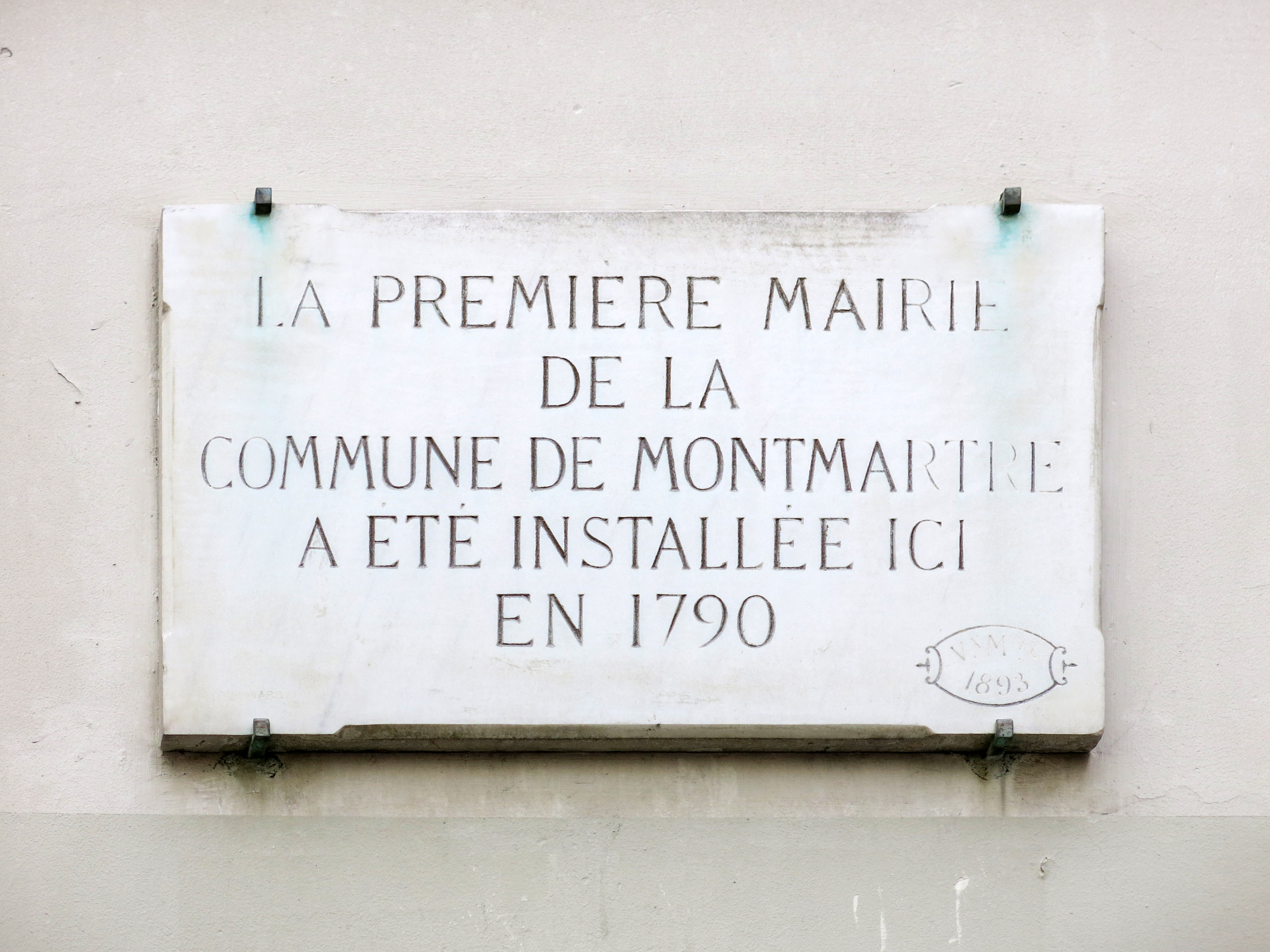
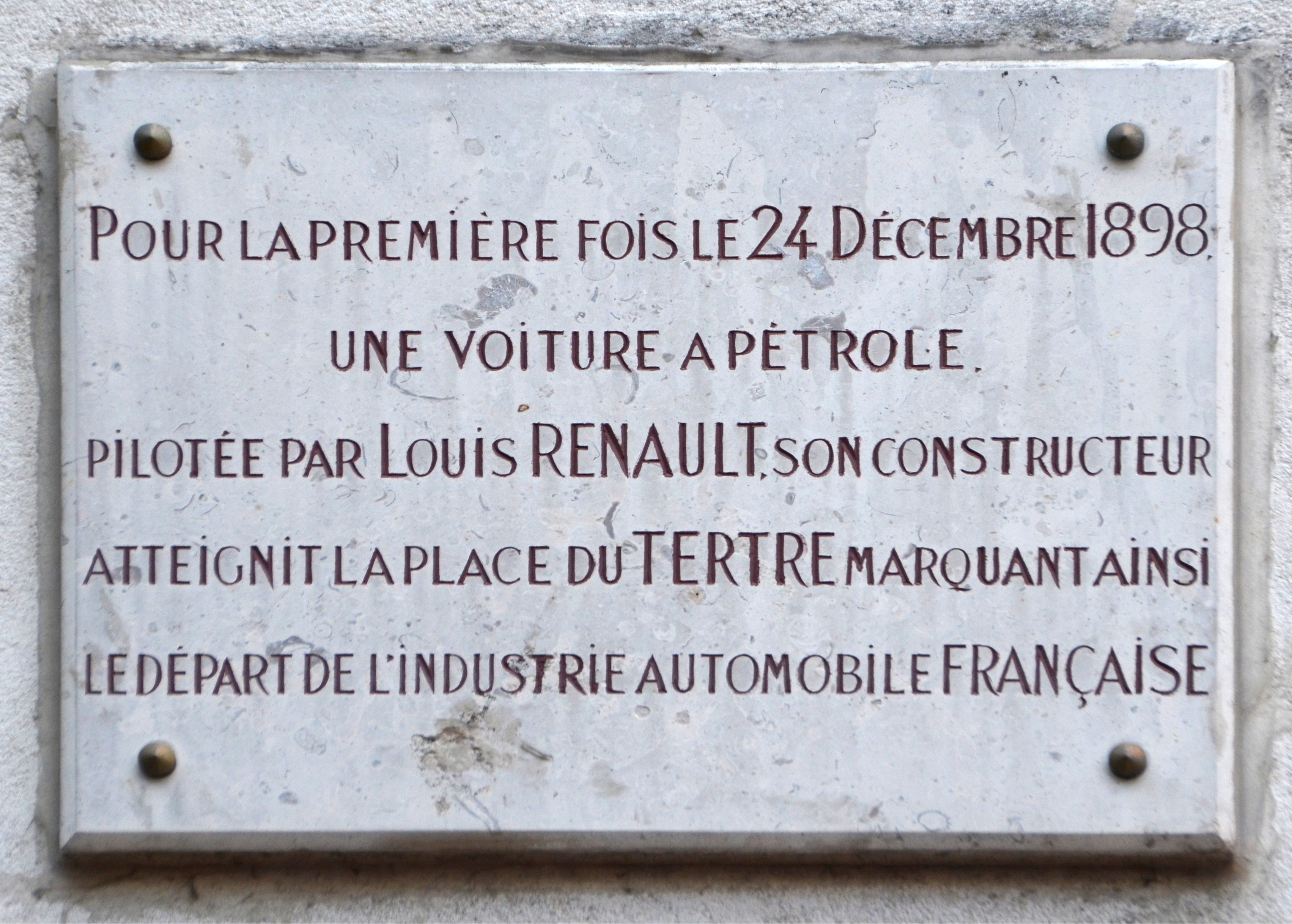